# 博南格莱萨德尔
博南格莱萨德尔（法語：Bonningues-lès-Ardres，法語發音：[bɔnɛ̃ɡ lɛ.z‿aʁdʁ]，意为“阿德尔附近的博南格”）是法国上法蘭西大區加来海峡省的一个市镇，属于圣奥梅尔区。

## 地理
博南格莱萨德尔（50°47'35"N, 2°0'52"E）面积10.6 平方千米，位于法国上法蘭西大區加来海峡省，该省份为法国北部沿海省份，西北濒北海，南至索姆省，东临北部省。
与博南格莱萨德尔接壤的市镇（或旧市镇、城区）包括：埃姆河畔图尔讷姆、茹尔尼、凯尔康、欧德雷昂、克莱尔克。
博南格莱萨德尔的时区为UTC+01:00、UTC+02:00（夏令时）。

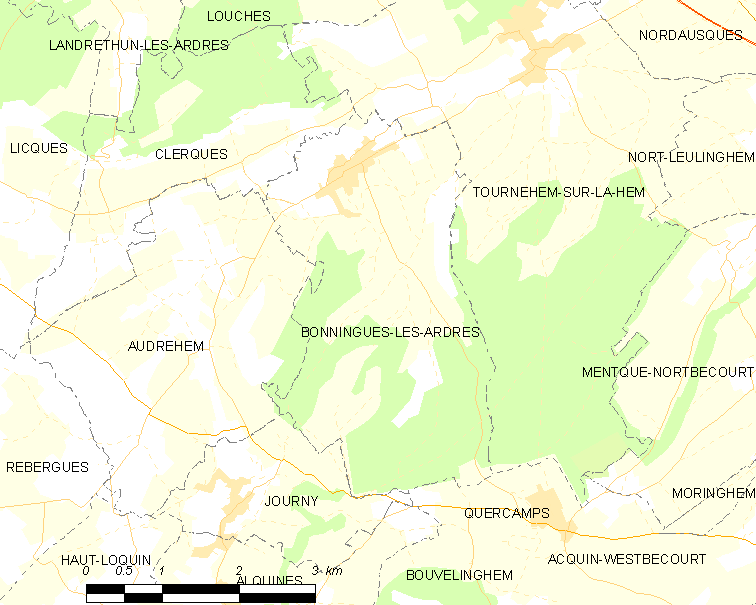
博南格莱萨德尔的OSM定位图

## 行政
博南格莱萨德尔的邮政编码为62890，INSEE市镇编码为62155。

## 政治
博南格莱萨德尔所属的省级选区为兰布尔县。

## 人口

1962-2008年间博南格莱萨德尔人口变化图示

博南格莱萨德尔于2022年1月1日时的人口数量为620人。